# 無法松の一生 (1943年の映画)
『無法松の一生』（むほうまつのいっしょう）は、1943年（昭和18年）10月28日公開の日本映画である。大映製作、映画配給社（紅系）配給。監督は稲垣浩、脚本は伊丹万作、主演は阪東妻三郎。モノクロ、スタンダードサイズ、99分、映倫番号:S-168。
岩下俊作の小説『富島松五郎伝』の最初の映画化作品で、伊丹が脚本を執筆するが病に伏していたため、稲垣が代わって監督し完成させた。北九州・小倉を舞台に、喧嘩っ早い人力車夫・松五郎の生涯を描く。日本映画界屈指の名作の一つに数えられ、主人公の松五郎を演じた阪東の代表作にもなったが、松五郎が大尉夫人に密かな愛情を告白するシーンなどが内務省の検閲で削除され、戦後もGHQにより一部が削除された。稲垣は完全版を撮るために1958年（昭和33年）にリメイク版を製作した。

## あらすじ
※後述の通り2回にわたり大幅な検閲が行われたため、本作では原作の終盤にあたる部分を含む多くの場面が失われている。伊丹万作による原脚本は『日本シナリオ文学全集 8 伊丹万作集』に所収されている。

## スタッフ
- 演出：稲垣浩
- 原作：岩下俊作
- 脚色：伊丹万作
- 製作：中泉雄光
- 撮影：宮川一夫
- 音楽：西悟郎
- 録音：佐々木稔郎
- 設計：角井平吉
- 照明：奥野安之助
- 編集：西田重雄
- 和楽：田中傳次
- 舞踏：大阪梅田舞踊団
- 製作主任：黒田豊

## キャスト
- 富島松五郎：阪東妻三郎
- 結城重蔵：月形龍之介
- 吉岡小太郎：永田靖
- 夫人よし子：園井恵子
- 吉岡敏雄：川村禾門
- 敏雄の少年時代：澤村アキヲ(長門裕之)
- 宇和島屋：杉狂児
- 撃剣の先生：山口勇
- 巡査：葛木香一
- 熊吉：尾上華丈
- 木戸番の清吉：小宮一晃
- 松五郎の父：香川良介
- 松五郎の継母：小林叶江
- 松五郎の少年時代：町田仁
- 奥大将：荒木忍
- 副官：横山文彦
- 五高の先生：戸上城太郎
- 居酒屋の亭主：水野浩
- 町の古老：葉山富之輔
- 茶店の老婆：二葉かほる
- 茶店の客：浮田勝三郎
- 子を探す母親：瀧澤靜子
- 酔っぱらいの紳士：春日清
- 俥上の客：大川原左雁次
- オチニの薬売り：志茂山剛
- 虚無僧：小池柳星
- ぼんさん：駒井耀
- 師範の主将：中根正治
- 敏雄の学友甲：阪東実
- 敏雄の学友乙：宗春太郎
- 太鼓を打つ青年：杉本潤一

## 製作

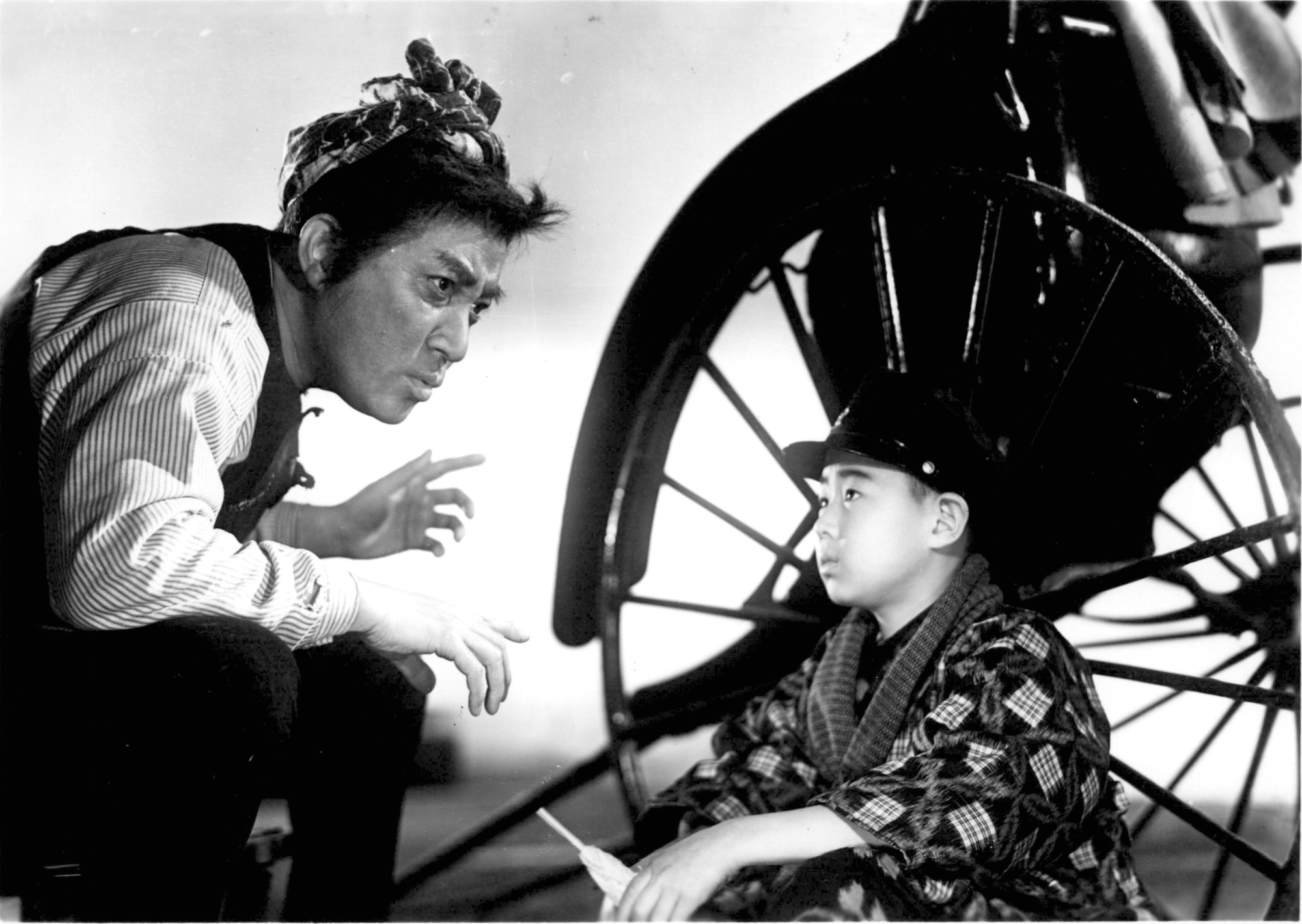
松五郎（阪東妻三郎）と敏雄（澤村アキヲ）

1940年（昭和15年）、病臥によって東宝を退社した伊丹万作は、1941年（昭和16年）2月から日活多摩川撮影所に移籍し、曾我正史日活京都撮影所長の発案により、監督再起の作品として『富島松五郎伝』を『いい奴』の題でシナリオ化した。しかし、健康が優れないため企画は見送られた。
『富島松五郎伝』の映画化は各社で考えられていた。新興キネマでは市川右太衛門の主演でやろうという計画があり、東宝でも大河内傳次郎の主演で計画されていたが、俥引きの話は東宝の看板には沿わないという理由で実現しなかった。
1942年（昭和17年）、日活は新興キネマ、大都映画と合併し大映となった。『無法松の一生』は興行的にも当たる可能性の少ない素材であり、内容的にも検閲当局の方針に添わないという理由で、社内でも懸念の声が多かった中、大映製作局長となった曾我正史が企画を押し通したことで本作の製作が実現することとなった。『無法松の一生』という題はこのとき伊丹が改めたもので、病身だった伊丹に代わり、彼とは片岡千恵蔵プロダクション時代からの付き合いがある稲垣浩が監督を務めることとなった。
稲垣は、『江戸最後の日』（1941年）で主演した阪東妻三郎に松五郎役を依頼するが、阪妻は一旦断っている。しかし、再三の出演依頼に対して、阪妻は稲垣に「命を賭けてもやるつもりか」と聞いたという。稲垣がそうだと答えると、「よろしい、私も命を張ろう」と応じて、起用が成立した。阪妻は自分で人力車を引いて役柄を工夫し、日常生活でも車夫の生活を真似て役作りを行った。
吉岡夫人の役には当初、水谷八重子を候補に挙げていたが、公演があったため断念。続いて東宝の入江たか子を呼ぶことにするが、東宝では入江と大河内の主演で『無法松の一生』をやる計画もあったため、貸してくれずこちらも断念。次に結婚して宝塚歌劇団を退団していた小夜福子に出演依頼をするが、折悪しく小夜は妊娠中で、かなりお腹が大きくなっていて出演を辞退した。しかし、小夜は「もし、ほかに候補の方がなかったらと思ってこの人を連れてきたのです、私よりもピッタリだと思いますけど。」と、宝塚歌劇団で小夜の下級生にあたる園井恵子を稲垣らに紹介した。園井はアスピリン中毒で口の周りに湿疹ができていてマスクをどうしても外してくれなかったが、稲垣は小夜の言葉を信じて園井の起用を決めた。結局、園井は稲垣の予想以上に吉岡夫人を演じて見せてくれ、非常に親しい仲となった。稲垣は園井について、「まるでこの役をやるために生まれてきたような人だった」と評している。
撮影は1943年（昭和18年）2月に開始され、8月24日に終了した。ラストの松五郎が雪の中に倒れるシーンは、阪妻が中耳炎で倒れて入院したため、仕方なしに殺陣師の久世竜を替え玉（吹替え）に立てて赤倉で撮影した。この場面が吹替えと分かったものはいなかったが、阪妻本人は悔しがり、「いい仕事ができて良かったですね。だが、あの雪の場面が僕だったら、もっともっと良かったでしょう」と稲垣に語ったという。
ラストの松五郎が走馬灯のように過去を振り返るシーンは、人力車の車輪、運動会、提灯行列、雪などの映像がオーバーラップし、二重三重に重なって現れては消えていくというものであるが、カメラマンの宮川一夫は、カメラからフィルムを取り出さずに「撮影→巻き戻し→再撮影……」を繰り返す多重露光を行うことでこの幻想的な映像を撮影した。宮川は多重露光の撮影計画表を「カンジン帳」と呼んで携帯していた。

## 検閲によるフィルムの切除
本作は2度の検閲の惨禍に遭った作品として有名である。
撮影前に作品はシナリオの事前検閲を受けたが、その時から問題があった。無法者が主人公であること、賭博場面、喧嘩場面、軍人の未亡人に対する一方的な恋情などは、内務省から「好ましからず」との注意事項の付箋がつき、賭博場面は全面的に削除、他は演出上の要注ということで通検された。稲垣は「この作品は尋常ならば通検しないところであるが、伊丹万作と私の実績によって通検したといえる」と語っている。この事前検閲の内容について、伊丹も「初稿には賭博のシーンが有ったが、それは脚本検閲で完膚なき迄に削除せられたので、私は改めて其のシーンを除去し、構成をやり直した。其の爲、今度は初稿に無かった松五郎の少年時代の挿話を入れることが出来、結果に於ては惡くなってゐないと思ふ」と語っている。
作品は完成後に検閲保留処分に付され、内務省による検閲で10分余りの部分が切除された。この検閲で切除されたのは、「松五郎と将棋を差していたぼんさんが、松五郎と未亡人との関係を邪推し、松五郎を指さして笑う箇所（9秒）」、「居酒屋で熊吉が松五郎に嫁を貰うことを薦められるも断る箇所及び、松五郎が壁に掲げてある美人画のポスターを貰う箇所（2分37秒）」、「松五郎が未亡人に想いを告白する箇所及び、松五郎が居酒屋で酒を飲む箇所及び、松五郎が雪中に倒れる箇所（7分50秒）」、「松五郎の生涯が走馬灯のように回想される場面中の、夫人の顔の大写しの箇所（7秒）」の4箇所で、合計10分43秒の部分である。また、出来上がった作品を見た検閲室長が、松五郎が未亡人を訪ねるシーンで、「これは夜這いではないか。俥引きが軍人の未亡人に恋とは言語道断である。このような非国民映画は絶対に通さんぞ」と激昂して検閲官を叱責し、検閲官はこの作品の芸術性を主張するも聞き入れてくれなかったというエピソードがある。
戦後になると今度は、GHQによる検閲で封建的だとされたシーンが切除された。この検閲で切除されたのは、「日露戦争大勝祝賀の提灯行列の箇所」、「吉岡敏雄が学芸会で唱歌・青葉の笛を歌う箇所」、「青島陥落を祝う提灯行列の時に、成長した敏雄らが軍歌（「アムール川の流血や」など）を歌う箇所」の、計8分程の部分である。
稲垣はこの無念を晴らすため、1958年（昭和33年）に東宝製作・三船敏郎主演でリメイクして、伊丹のシナリオの完全版を撮り上げ、ヴェネツィア国際映画祭で金獅子賞を受賞した。
近年、宮川一夫の遺品の中からGHQによってカットされた場面のフィルムが発見され、2007年（平成19年）9月28日にその場面が特典映像として収録されたDVDが角川エンタテインメントから発売された。しかし、内務省によってカットされた部分はスチル写真で現存するのみで、フィルムは今もって発見されていない。

## 評価
本作は1943年（昭和18年）10月28日に封切られた。作品は検閲により一部が削除されたものの、稲垣が「こんなにほめられていいのかしらと思うぐらい」の好評を博した。この年の興行収入ランキングでは、黒澤明監督の『姿三四郎』を上回り、滝沢英輔監督の『伊那の勘太郎』に次ぐ第2位の成績となった。大ヒット作となっただけでなく批評家からも高い評価を受け、『映画評論』が行った1943年度の優秀映画選考では第1位となった（第2位は『姿三四郎』、第3位は『海軍』）。
また、映画ランキングやオールタイム・ベストにも高順位で選ばれている。
- 1989年：「日本映画史上ベスト・テン」（キネマ旬報発表）第20位
- 1989年：「大アンケートによる日本映画ベスト150」（文藝春秋発表）第8位
- 1995年：「日本映画 オールタイム・ベストテン」（キネマ旬報発表）第15位
- 1999年：「オールタイム・ベスト100 日本映画編」（キネマ旬報発表）第19位[16]
- 2009年：「オールタイム・ベスト映画遺産200 日本映画篇」（キネマ旬報発表）第59位[17]

## 祇園太鼓
劇中の祇園太鼓の「暴れ打ち」は、稲垣の依頼を受けた太鼓打ちの田中伝次が創作したもので、本当の祇園太鼓とは違うものである。この「暴れ打ち」は、太鼓の裏でリズムをとり表でメロディを打つ「裏打ち」のリズムを早くして表打ちのリズムを速めていくというもので、この映画の影響で諸国でいろいろな太鼓が生まれ、現代の和太鼓ブームにつながったという。現在諸国で見られる裏打ち太鼓は、すべてこの映画にヒントを得たものである。岩下の三男・八田昂（たかし）は、「祇園太鼓は本来、同じリズムで両面打ちで…『勇み駒』『流れ打ち』といった派手なたたき方は、実は父の創作なんです」と語っている。

## 影響
- 山田洋次監督の『男はつらいよ』シリーズは、実らぬ愛のために苦戦し、引き下がっていく男を描いたという意味でこの映画の影響が強い。無法松の職業が俥引きということから「車寅次郎」という名が採られたとも言われる。
- 同じ山田洋次監督の『遥かなる山の呼び声』もアメリカ映画『シェーン』とともに、この映画の影響があり、未亡人（倍賞千恵子）が「この子が、あんなに大きな声を出したの、初めて見たわ」という台詞があるが、『無法松』の未亡人の言葉から採られたもの。

## その他
- 原作者の岩下俊作は、映画にならい『富島松五郎伝』を『無法松の一生』と改題したが、岩下本人は終生このタイトルを嫌っていた。
- 映画評論家の白井佳夫は、カットされたシナリオ部分を俳優が朗読することで復元する運動を行っている[18]。
- 漫才師西川のりおの持ちネタ「ぼん、ぼんじゃございやせんか!」は、この映画の松五郎の物真似である。